# 中华人民共和国疫苗管理法
中华人民共和国疫苗管理法为中华人民共和国的一部法律，是针对疫苗管理的专门立法。2019年6月29日于第十三届全国人民代表大会常务委员会第十一次会议通过疫苗管理法草案，由中华人民共和国主席令第三十号发布。疫苗管理法将于2019年12月1日起正式施行。

## 立法背景
2018年，吉林长春长生公司的疫苗事件爆发，这一事件引起了社会的关注。长生公司经过审判被罚超过90亿人民币，这些法律责任是主要基于《中华人民共和国药品管理法》及其他相关规定而裁定的。因此，为加强疫苗监管、加快完善疫苗药品监管，中华人民共和国政府需要出台一部专门针对疫苗的法律。全国人大常委会法制工作委员会行政法室主任袁杰指出，疫苗对国家极端重要，具有战略性和公益性，为此立法是保护公共卫生安全的工作中重要的一环。他解释了把分散在其他法律、法规中的条款整合起来，有利于对疫苗工作的管理。

## 立法过程
国家市场监管总局在案发半年后，拟定了疫苗管理法的草案，并由局长焦红于全国人大会议中提议。这一草案提出的主要内容有：支持疫苗安全和预防接种工作、疫苗基础研究和应用研究；制定疫苗行业发展规划和产业政策；加强疫苗研制、上市许可和上市后研究；严格疫苗生产和批签发管理；规范疫苗流通和预防接种；强化疫苗监管；建立疫苗行业方面的法律责任制度。
在全国人大会常委会第七次会议中，疫苗管理法草案进行了第一次审议，并于2018年11月12日由国家市场监管总局公布《中华人民共和国疫苗管理法（征求意见稿）》，开展了为期半个月的社会意见征求。2019年3月28日，宪法和法律委员会对经过第一次审议和修改的草案进行了第二次审议。在这次审议中，司法部、药监局等相关部门的人员也列席会议，他们也对草案的修改提出意见。
2019年6月29日第十三届全国人民代表大会常务委员会第十一次会议上，宪法和法律委员会提交了疫苗管理法草案第三次审议后的修改稿，认为这一草案已经足够完善，可以立法。最终，会议上疫苗管理法草案通过，由主席令第三十号发布法律，同年12月1日施行。

## 相关文件
- . 全国人民代表大会.   [2019-07-01]. （原始内容存档于2019-07-01）.
- . 国家药品监督管理局.   [2019-07-01]. （原始内容存档于2019-07-01）.
- . 全国人民代表大会宪法和法律委员会.   [2019-07-01]. （原始内容存档于2019-07-01）.
- . 全国人民代表大会宪法和法律委员会.   [2019-07-01]. （原始内容存档于2019-07-01）.
- . 全国人民代表大会宪法和法律委员会.   [2019-07-01]. （原始内容存档于2019-07-01）.